# 21世纪彬龙会议暨联邦和平大会

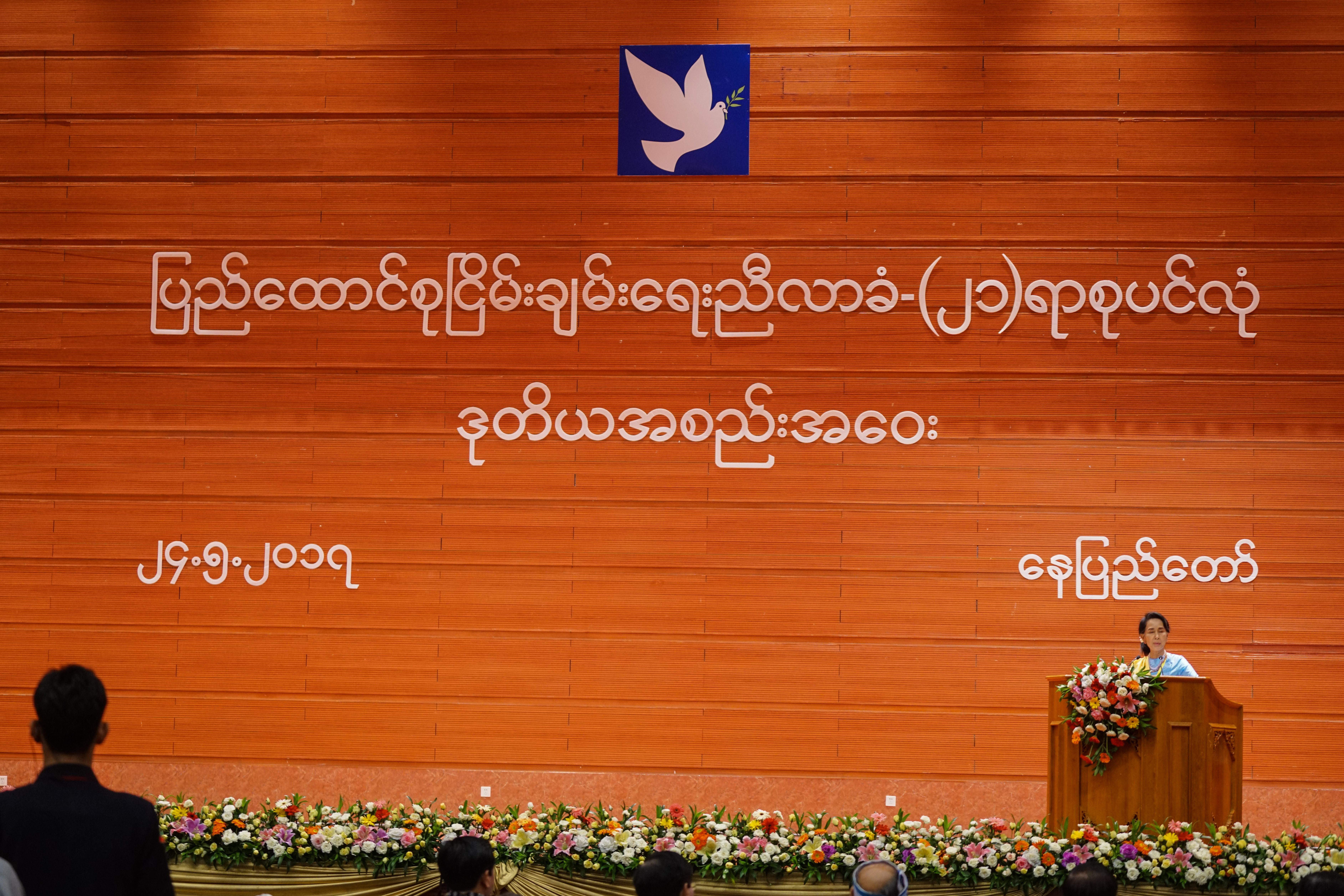
缅甸国务资政昂山素季于第二届“21世纪彬龙大会”上发言

21世纪彬龙会议暨联邦和平大会是缅甸于2016年起召开的和平会议。
這兩次會議羅興亞人皆無權參加，因他們被緬甸政府定義為孟加拉非法移民。

## 第一届（2016年）
1947年，缅甸的缅族、掸族、克钦族、钦族的代表在掸邦彬龙镇召开了彬龙会议，并签署《彬龙协议》，从而脱离了英国殖民统治，建立了缅甸联邦。
2016年，由昂山素季领导的全国民主联盟开始执政。新政府与各少数民族武装签订了全国停火协议，并推动召开旨在实现联邦和平的21世纪彬龙会议暨联邦和平大会。同年8月31日至9月3日，第一届21世纪彬龙会议在缅甸首都内比都举行，共有约1600名代表参加。时任联合国秘书长潘基文也出席了此次会议并致辞。
会议同时决定，此后每六个月举行一次和平大会，直至实现全国完全和平。

## 第二届（2017年）
2017年5月24日至29日，第二届21世纪彬龙会议暨联邦和平大会在内比都举行，共1400余代表出席了会议。最终，各方就政治、经济、社会、土地与自然环境等方面的共37项协议条款达成一致，并签署了联邦协议文件。

## 第三届（2018年）
第三届21世纪彬龙会议暨联邦和平大会在2018年7月11日至16日举行。

## 第四届（2020年）
第四届21世纪彬龙会议暨联邦和平大会于2020年8月19日召开。